# Paola Bontempi
Paola Bontempi Fernández (San Cristóbal de La Laguna, Tenerife, 12 de septiembre de 1977) es una actriz y presentadora española.

## Biografía
De raíces italianas, alemanas y chileno-españolas, es hija de Pedro Francisco Bontempi Prieto (14/11/1946) y María Cristina de la Luz Fernández Stemann (2/3/1944-23/2/2006) y hermana por parte de madre del presentador chileno Felipe Camiroaga (8/10/1966-2/9/2011), de Jorge Francisco Camiroaga Fernández (n. 2/1965) y María Soledad Camiroaga Fernández (n. 3/1968) —María de la Luz Fernández Stemann se casó el 16/3/1964 con Jorge Patricio José del Carmen Camiroaga Puch (n. 1938), del cual se separó en 1971, cuando Felipe Camiroaga tenía apenas 5 años. En 1975 viajó a Canarias y más tarde se casó con Pedro Francisco Bontempi Prieto—. También tiene dos hermanos, Daniel Javier (n. 1976) y Andrea Amaya Bontempi Fernández (n. 1983).
A edad muy temprana y compaginándolo con el colegio, realizó diversos seminarios de interpretación en la Universidad de La Laguna (Tenerife) y estudió en la Universidad de Harvard (Boston).
Realizó la carrera de Arte Dramático en The London Academy of Performing Arts y Guildford School of Acting, escuela inglesa de gran reputación y de la cual se graduaría con créditos.
Al terminar se trasladó a Los Ángeles a estudiar Cine y TV en UCLA. Es allí donde continuaría su carrera profesional interpretando papeles protagonistas de teatro, tanto en inglés como en español, en obras como La Venganza de don Mendo, La dama duende, Don Quijote, la última aventura, etc.; además de trabajar en doblaje, televisión, publicidad y realizar sus primeras incursiones en el cine. Tras tres años y formar parte de prestigiosos sindicatos como SAG (Screen Actors Guild) y AEA (Actors Equity Association) y conseguir la residencia norteamericana, decidió mudarse a Madrid.
A los 21 años, debutó como presentadora en Televisión Canaria. 
También ha participado en películas europeas.
En cine uno de sus últimos trabajos ha sido el largometraje El ataúd de cristal. Es un thriller que ha recibido muchos elogios de la crítica en festivales de todo el mundo, incluido el premio a la mejor actriz en Athens Horrorant, FilmQuest de Utah y Horrorfest de Sudáfrica y nominaciones para la misma categoría en Nola Film Fest.
También se la pudo ver en el largometraje In the Trap dirigido por Alessio Liguori y en los cortometrajes Mask of Sanity y The end of all things. Por ambos trabajos, recibió un premio a la mejor actriz en el Queens World Film Festival y en el Fant de Bilbao, respectivamente.
También destacó por su interpretación de Roma en Óscar, una pasión surrealista junto a Joaquim de Almeida, Victoria Abril, Emma Suárez y Jorge Perugorría, entre otros, papel que le ha valido innumerables críticas positivas.
También ha presentado programas como Cifras y letras (en Televisión Canaria y Telemadrid), El expreso o Mira cómo va y también se la ha visto en Mi tierra, Somos gente fantástica y Tierra de alisios, con lo que se ha convertido en uno de los rostros habituales de Televisión Canaria.
También ha participado en series de ficción como La que se avecina y Hospital Central (Telecinco), Cuéntame cómo pasó, Guante blanco y Mercado central (TVE), Maitena: Estados alterados (La Sexta). 
En Reino Unido ha interpretado a Catalina de Aragón en el drama de la BBC Six Wives with Lucy Worsley.